# Молодший брат (фільм)
«Молодший брат» (кит.: 弟弟) — американський комедійний драматичний фільм 2024 року про історію дорослішання, режисером, сценаристом і продюсером якого є Шон Вон. Головні ролі у фільмі виконали Айзек Ван та Джоан Чень. Карлос Лопес Естрада, Джош Пітерс та Кріс Коламбус виступають продюсерами та виконавчими продюсерами під брендами AntiGravity Academy, Spark Features та Maiden Voyage Pictures відповідно. Фільм розповідає про Кріса, американського восьмикласника тайванського походження (Ван) на зорі соціальних мереж. Кріс регулярно користується соціальними мережами, щоб втекти від важкого дитинства та переобтяженої турботами матері (Чень), але інтернет також посилює його давні почуття інтерналізованого расизму та особистої неадекватності. 
Світова прем'єра фільму «Молодший брат» відбулася 19 січня 2024 року на кінофестивалі «Санденс», де він здобув Приз глядацьких симпатій: Американський драматичний фільм та Спеціальний приз журі Американського драматичного фільму: Ансамбль. Фільм отримав позитивні відгуки та був названий одним з 10 найкращих незалежних фільмів 2024 року за версією Національної ради з питань рецензування.

## Сюжет
Улітку 2008 року 13-річний Кріс Ван жив у Фрімонті, штат Каліфорнія, зі своєю матір'ю Чунсин, бабусею Най Най та сестрою Вів'єн. Його батько працює на Тайвані та надсилає гроші додому. Кріс не популярний у школі й знімає дурнуваті відео зі своїми друзями Фахадом і Супом. Він часто сперечається з Вів'єн, яка готується до вступу в коледж.
Він намагається налагодити стосунки з дівчиною в яку він закоханий, Маді, але після незручного побачення блокує її в AIM. Його незрілий гумор відштовхує Фахада, який дистанціюється від нього. Під тиском суспільства Чунсин записує Кріса до репетиторської школи, де над ним знущаються. Вдома вона бореться з критикою Най Най.
Сподіваючись стати крутим, Кріс дружить зі скейтбордистами та вдає з себе напівазійця. Він пробує алкоголь і наркотики, а Вів'єн прикриває його. Коли його брехня викривається, він накидається на матір, розчаровуючи скейтерів.  
Після того, як Кріс вдарив свого кривдника, його ледь не виключили. У розпачі він ображає Чунсин. Він тікає, але повертається після того, як вона розповідає, що Вів'єн колись зробила те саме.  
У свій перший день у старшій школі він намагається примиритися з Маді, але вона його відкидає. Він приєднується до клубу візуальних мистецтв і обмінюється кивками з Фахадом. Коли мати забирає його, він розповідає їй про свій день.

## Акторський склад
- Айзек Ван — Кріс Ван
- Джоан Чень — Чунсин Ван
- Ширлі Чень — Вів'єн Ван
- Чан Лі Хуа — Най Най
- Магаела Парк — Маді
- Рауль Діал — Фахад Махмуд
- Тарнвір Сінґ — Гардіб
- Аарон Чан — Джиммі «Суп» Кім
- Широн Денк — Донован
- Суніл Маурілло — Корі
- Монтей Бозман — Наґґет
- Аліша Саїд — Джейд
- Алайзія Сіммонс — Еллі
- Джорджі Ауґуст — Джорджія
- Джейден Чан — Макс
- Спайк Джонз — мертва білка
- Шен Вон — мертва риба
- Стефані Сюй — інструкторка

## Огляди
На сайті-агрегаторі рецензій Rotten Tomatoes 96% зі 122 відгуків критиків є позитивними, а середня оцінка — 7,9/10. Консенсус на сайті такий: «Напівавтобіографічний любовний лист до підліткової тривоги, який водночас лукаво самокритичний, «Молодший брат» — це глибоко зворушливе особисте висловлювання сценариста-режисера Шона Вана». Metacritic, який використовує середньозважену оцінку, присвоїв фільму 78 балів зі 100, спираючись на відгуки 37 критиків, що означає «загалом схвальні» рецензії.
У своїй рецензії для The Guardian Едріан Гортон назвала «Молодший брат» «безперечно, одним із найкращих, найбільш цілісних фільмів, які вона бачила про досвід дорослішання в Інтернеті», і заявила, що він має «явну передісторію» у фільмі «Восьмий клас» (2018). Боб Монделло з NPR написав, що фільм «має що сказати про зміни в соціальних мережах і культурну ідентичність, і в кінцевому підсумку відчуваєш себе дуже схожим на свого героя — милого, чарівного, дратівливого, багатообіцяючого».